# Lactuca virosa
Lactuca virosa, enciam de bosc és un dels seus noms comuns, és una espècie de planta del gènere de l'enciam (Lactuca) que es consumeix pels seus lleus efectes psicotròpics, (específicament hipnòtics) o sedants. Es troba en estat silvestre als Països Catalans (a les Balears només a Mallorca a la Serra de Tramuntana) i altres llocs del centre i sud d'Europa. És una de les plantes dins la llista de plantes de venda regulada a Espanya.
És una planta anual o biennal de 100 a 200 cm d'alt. Les fulles no són retorçadesa la base, amb el limbe disposat generalment en un pla subhoritontal ascendent; la planta fa una olor forta (sobretot les rels). Els aquenis són porpra negrecs. Se sembla a la Lactuca serriola però és més alta. Floreix de juliol a agost.
Planta anual o biennal de 100 a 200 cm d'alt. Les fulles no són retorçadesa la base, amb el limbe disposat generalment en un pla subhoritontal ascendent; la planta fa una olor forta (sobretot les rels). Els aquenis són porpra negrecs. Se sembla a la Lactuca serriola però és més alta. Floreix de juliol a agost.
L. virosa la feien servir els metges del segle xix quan no es podia obtenir opi. Els compostos químics que li donen les seves propietats són la lactucopicrina i la lactucina.
Aquesta planta també conté flavonoides, amb propietats antioxidants. També conté cumarina, i metilfeniltilamina.
El seu hàbitat són les clarianes de bosc, vores de camins forestals, etc., des dels 500 fins als 1.700 m d'altitud, és una planta nitròfila.